# Dreta de l'Eixample
Dreta de l'Eixample (in spagnolo: La Derecha del Ensanche) è un quartiere del distretto di Barcellona dell'Eixample.
Situato a est (alla dreta o "destra") del Carrer de Balmes, il quartiere include la Plaça de Catalunya, le strade del lusso Rambla de Catalunya e Passeig de Gràcia e le zone di livello medio-basso come Fort Pienc.
Così come i vecchi isolati del distretto, il quartiere era inizialmente sede dell'industria pesante come l'azienda automobilistica Elizalde.